# 坎德拉里亞 (薩爾塔省)
坎德拉里亞（西班牙語：La Candelaria），是阿根廷的城鎮，位於該國西北部薩爾塔省，是拉坎德拉里亞縣的首府，面積1,260平方公里，海拔高度979米，2001年人口1,085，人口密度每平方公里0.86人。
26°06′S 65°06′W / 26.100°S 65.100°W